# Franklyn Nubuasah
Franklyn Atese Nubuasah (Likpe Agbozome, 7 luglio 1949) è un arcivescovo cattolico ghanese naturalizzato botswano, dal 6 giugno 2019 vescovo di Gaborone.

## Biografia
Nasce il 7 luglio 1949 a Likpe Agbozome, in Ghana.
Riceve l'ordinazione sacerdotale il 26 luglio 1980, a Gaborone, per la Società del Verbo Divino.

### Ministero episcopale
Il 27 giugno 1998 è nominato vicario apostolico di Francistown e vescovo titolare di Pauzera. Riceve la consacrazione episcopale il successivo 7 novembre dal vescovo Boniface Tshosa Setlalekgosi.
Il 2 ottobre 2017, a seguito dell'elevazione a diocesi del vicariato apostolico, diventa primo vescovo di Francistown.
Il 6 giugno 2019 è nominato vescovo di Gaborone, dopo esserne stato amministratore apostolico dal 9 agosto 2017.
Il 5 luglio 2021 riceve il titolo di arcivescovo ad personam.

## Genealogia episcopale e successione apostolica
La genealogia episcopale è:
- Cardinale Scipione Rebiba
- Cardinale Giulio Antonio Santori
- Cardinale Girolamo Bernerio, O.P.
- Arcivescovo Galeazzo Sanvitale
- Cardinale Ludovico Ludovisi
- Cardinale Luigi Caetani
- Cardinale Ulderico Carpegna
- Cardinale Paluzzo Paluzzi Altieri degli Albertoni
- Papa Benedetto XIII
- Papa Benedetto XIV
- Papa Clemente XIII
- Cardinale Marcantonio Colonna
- Cardinale Giacinto Sigismondo Gerdil, B.
- Cardinale Giulio Maria della Somaglia
- Cardinale Carlo Odescalchi, S.I.
- Cardinale Costantino Patrizi Naro
- Cardinale Lucido Maria Parocchi
- Papa Pio X
- Cardinale Gaetano De Lai
- Cardinale Raffaele Carlo Rossi, O.C.D.
- Cardinale Amleto Giovanni Cicognani
- Vescovo Alfredo Poledrini
- Arcivescovo Peter Fanyana John Butelezi, O.M.I.
- Vescovo Boniface Tshosa Setlalekgosi
- Arcivescovo Franklyn Nubuasah, S.V.D.

La successione apostolica è:
- Vescovo Anthony Pascal Rebello, S.V.D. (2021)